# Nils Ingels
Nils Ingels, född 4 januari 1911 i Djura, Dalarna, död 25 juli 1976 i Enskede, var en svensk skådespelare.

## Filmografi
- 1942 – Himlaspelet
- 1968 – Siste nudisten